# فاروق جعفر
فاروق فواد جعفر (عربی: فاروق فواد جعفر؛ زادهٔ ۲۹ اکتبر ۱۹۵۲) یک بازیکن فوتبال اهل مصر است.

## باشگاهی
از باشگاه‌هایی که در آن بازی کرده‌است می‌توان به باشگاه ورزشی زمالک اشاره کرد.

## تیم ملی
وی همچنین در تیم ملی فوتبال تیم ملی فوتبال مصر بازی کرده است.